# Carlo Santoro
Carlo Santoro (Cava de' Tirreni, 3 maggio 1900 – Tripolitania, 31 ottobre 1928) è stato un militare italiano, insignito nel 1930 della medaglia d'oro al valor militare.

## Biografia
Nel 1918 combatté nella prima guerra mondiale; in seguito, entrato in servizio permanente nel Regio Esercito, fu assegnato al 7º Reggimento bersaglieri, con il grado di sottotenente.  Dal 1926 fu trasferito in Libia italiana con il VI Battaglione libico. Nel corso del conflitto che oppose il regno d'Italia ai ribelli libici, si distinse nei combattimenti in Tripolitania, prima a Bir Tagrift, nel febbraio 1928, poi a Guerat el Afie, dove fu ferito mortalmente. In riconoscimento del suo comportamento valoroso fu  assegnata, due anni dopo, una medaglia d'oro al valor militare alla memoria.